# 约翰·戴维斯 (田径运动员)
约翰·戴维斯（英語：John Davies，1938年5月25日—2003年7月21日），新西兰男子田径运动员，主攻中长跑。他曾代表新西兰参加1964年夏季奥林匹克运动会田径比赛，获得男子1500米铜牌。